# Екологічна криза
Екологі́чна кри́за — термін для позначення важкого перехідного стану екологічних систем і біосфери в цілому. Стан екологічної кризи означає наявність значних структурних змін довкілля. Традиційно виділяються екологічні кризи природного та антропогенного походження.
При цьому екологічна криза істотним чином відрізняється від екологічної катастрофи, адже остання означає повне руйнування екологічної системи. У випадку ж екологічної кризи зберігається можливість відновлення порушеного стану.

## Генеза
Основні причини:
- Абіотичні: якість навколишнього середовища деградує в порівнянні з потребами виду після зміни абіотичних екологічних факторів (наприклад, збільшення температури або зменшення кількості дощів).
- Біотичні: навколишнє середовище стає складним для виживання виду (чи популяції) через збільшення тиску з боку хижаків або через перенаселення.
- Антропогенні: стан навколишнього середовища погіршується в результаті діяльності людини (нераціональне використання і розподіл обмежених природних ресурсів, викиди шкідливих парникових газів в шари атмосфери підприємствами і т.д.).